# پیش‌داوری نژادی

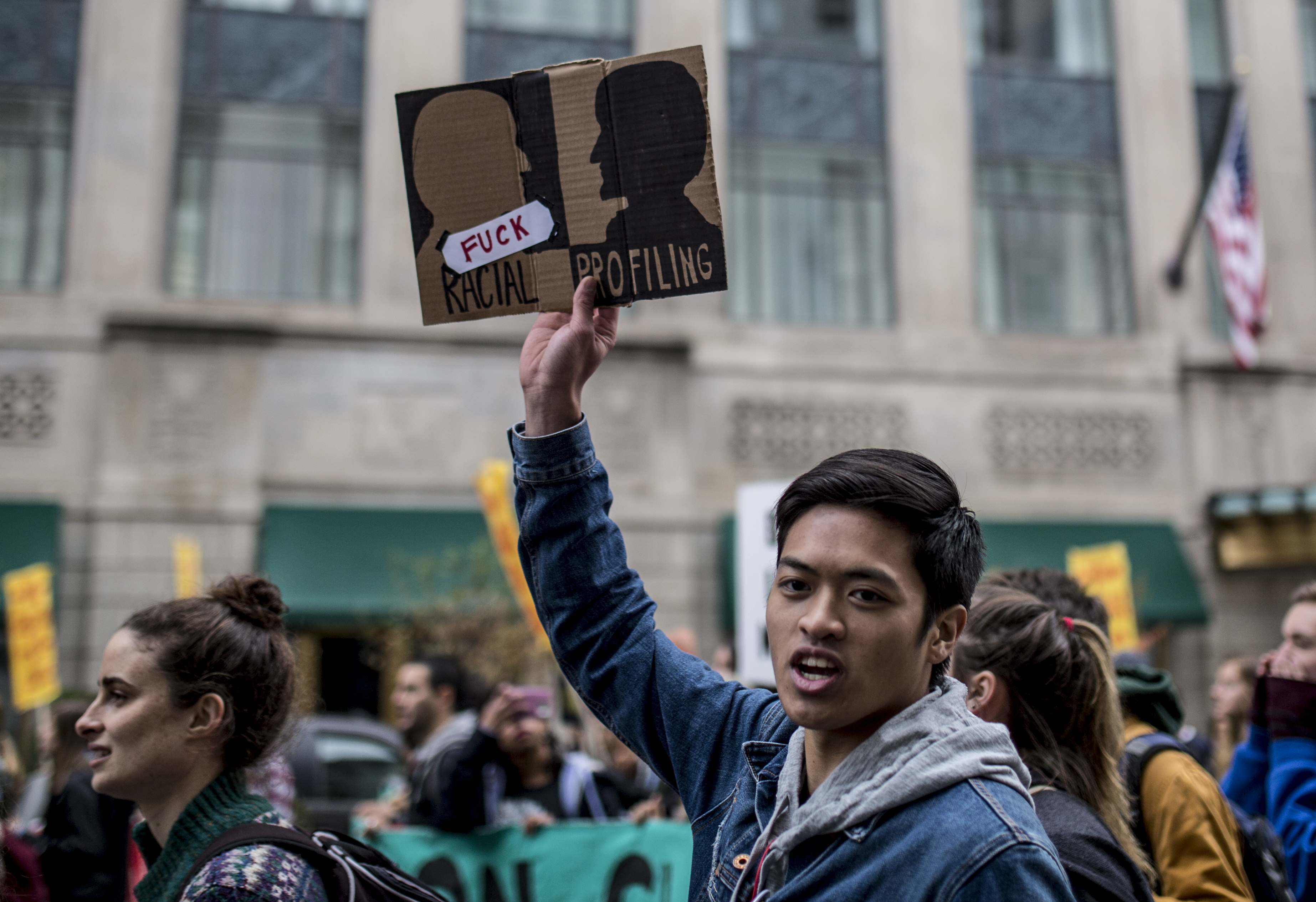
یک معترض به توهین نژادی

پیش‌داوری نژادی (انگلیسی: Racial profiling) رویه انتظامی و امنیتی بسیار بحث‌برانگیزی است که برای دهه‌ها در آمریکا مورد اعتراض آفریقایی‌تبارها، مسلمانان، لاتین‌تبارها و دیگر اقلیت‌ها بوده است.